# Akonitin
Akonitin är ett giftigt ämne som finns i roten av flera av arterna i växtsläktet stormhattar. Ämnet har en mycket komplex struktur och hör till gruppen alkaloider. Det finns inget egentligt motgift mot akonitinförgiftning.

## Egenskaper
Vanligt akonitin fås av arten Aconitum napellus och är ett kristallinskt vitt pulver som smälter vid 184°C utan lukt, men med en skarp brännande smak. Ämnet är olösligt i vatten, lätt lösligt i alkohol och eter och är ytterst giftigt. Redan ett intag av 0,0005 gram kan ge svåra förgiftningssymptom.

## Förekomst
Substansen förs vanligen i handeln som tyskt eller franskt akonitin. Engelskt akonitin är något annat, som utvinnes av den i Ostasien växande arten Aconitum ferox. Detta ämne är amorft och förekommer i handeln med växlande grad av giftighet.
Akonitin kan användas som lugnande medel mot neuralgi.